# 波尔托布福莱
波尔托布福莱（義大利語：Portobuffolé），是意大利威尼托大区特雷维索省的一个市镇。总面积5平方公里，人口806人，人口密度161.2人/平方公里（2009年）。国家统计（ISTAT）代码为026060。